# Синовете отиват на бой
„Синовете отиват на бой“ (на руски: Сыновья уходят в бой) е съветски пълнометражен черно-бял филм, произведен в студиото Беларусфилм през 1969 г. от режисьора Виктор Туров. Вторият филм от дилогията, базиран на романа на Алес Адамович „Партизани“. Продължение на „Войната на покривите“.
Премиерата на филма в СССР се състои в Москва на 29 ноември 1971 г.
Действието на филма се развива по време на Великата отечествена война. Толя и Алексей, синовете на Анна Корзун, стават партизани и се бият срещу нашествениците на територията на Белоруската съветска социалистическа република.
Войната няма женско лице ...
| „ | Но нищо в тази война не беше запомнено по-рязко, по-ужасно и по-красиво от лицата на нашите майки. Всеки ден, всяка минута, рискувайки живота си, живота на децата си, те правеха всичко възможно и от това, понякога малко, израсна голямо, което смаза фашизма. Войната избухна под покривите на малко беларуско село, влезе в къщата на Анна Михайловна. Тази жена, както хиляди други, живее и се бори така, както ѝ подсказва сърцето и дългът на нейната майка. Синовете ѝ стават подземни бойци, а след това партизани заедно с майка си ... Алес Адамович | “ |

## В ролите
- Нина Ургант
- Свитлана Суховєй
- Ольга Лисенко
- Станислав Чуркин
- Костянтин Григориєв
- Юрий Горобець
- Дмитрий Капка
- Александр Захаров
- Владимир Мартинов
- Александра Климова
- Валерионас Деркинтис
- Мария Капнист
- Мария Захаревич
- Владимир Белокуров
- Бронюс Бабкаускас
- Ана Кнапките-Юкнявичене
- Владимир Поночовний